# Dragon Ball Z (película de 1989)
Dragon Ball Z (ドラゴンボールZ Doragon Boru Zetto?, Bola de Dragón Z),  también conocida en los lanzamientos de video casero como Dragon Ball Z: Ora no Gohan o Kaese!! (ドラゴンボールZ オラの悟飯をかえせッ!! Doragon Boru Zetto Ora no Gohan o Kaese!!?, Bola de Dragón Z: ¡¡Devuélveme a  mi Gohan!!) y en Hispanoamérica como Dragon Ball Z: ¡¡Devuélveme a  mi Gohan!!, es una película animada de acción de artes marciales dirigida por Daisuke Nishio, basada en la serie de manga y anime creada por Akira Toriyama, Dragon Ball, estrenada el 15 de julio de 1989, a través de la Toei Anime Fair. Es la primera película de la etapa Dragon Ball Z y a su vez, el cuarto filme de la franquicia.
La historia trata acerca del secuestro de Son Gohan, el hijo de Son Goku y Chi-Chi y el intento de Son Goku de rescatar a su hijo.
Como el resto de las películas, muestra una historia paralela a la serie, ubicada en este caso poco antes de la llegada de Raditz a la Tierra.

## Argumento
Casi cinco años después de su derrota por Son Goku en el 23° Torneo Mundial de Artes Marciales, Piccolo Jr. se entrena solo cuando es sorprendido en una emboscada por un grupo de misteriosos guerreros. Milk, junto con su padre Ox-Satán y su hijo, Son Gohan, son atacados por el mismo grupo mientras que su esposo Son Goku está fuera pescando. Son Goku presiente el peligro al que se enfrenta su familia y regresa para descubrir que su hijo ha sido secuestrado.
El responsable es el malvado Garlick Jr., que inició el ataque para poder recuperar la esfera de cuatro estrellas que estaba pegada al gorro de Son Gohan. Garlick Jr. percibe un inmenso poder dentro de Son Gohan, y decide convertirlo en su pupilo en lugar de matarlo. Tras reunir las seis Esferas del Dragón restantes, Garlick Jr. convoca al dragón Shenlong y pedir el deseo de la inmortalidad. Son Goku se prepara para rescatar a su hijo cuando llega Kami-sama, el dios de la Tierra, y le explica que siglos atrás, él y el padre de Garlick Jr., Garlick, compitieron por el puesto de Dios de la Tierra y Kami-sama salió victorioso. En venganza, Garlick desató una horda demoníaca sobre la Tierra hasta que Kami-sama lo derrotó y puso fin a la invasión. Son Goku procede a buscar a Son Gohan cuando es atacado por los esbirros del villano mientras Kami-sama se enfrenta a Garlick Jr.
Krilin y Piccolo llegan con este último derrotando al secuaz Sansho mientras que Son Goku consigue derrotar a los otros dos secuaces, Ginger y Nikkey. Mientras tanto, Kami-sama es derrotado por Garlick Jr. hasta que Son Goku y Piccolo lo rescatan. Con la recién obtenida inmortalidad de Garlick Jr. y una nueva y musculosa forma, los rivales Son Goku y Piccolo se ven obligados a trabajar juntos y son capaces de derrotarlo finalmente. Todavía con desprecio el uno por el otro y creyendo erróneamente que Garlick Jr. está muerto, Son Goku y Piccolo se preparan para luchar hasta que es interrumpido cuando Garlick Jr. abre un portal a otra dimensión; un vacío de oscuridad conocido como la Zona de la Muerte. Son Gohan se enfurece al ver a su padre y a sus amigos en peligro y la furia libera su poder latente, lanzando a Garlick Jr. a su propio vórtice para que quede atrapado por toda la eternidad. Incapaz de recordar los acontecimientos, Son Gohan cree que su padre derrotó a Garlick Jr. mientras que Son Goku se da cuenta de que su hijo tiene un increíble potencial oculto. Piccolo jura derrotar a Son Goku mientras lo ve partir con sus amigos mientras que Garlick Jr. intenta encontrar la forma de escapar desesperadamente de la Zona de la Muerte.

## Personajes
Son Gokū ( 孫 悟空 Son Goku?)
 Seiyū: Masako Nozawa
Son Gohan (孫 悟飯 Son Gohan?)
 Seiyū: Masako Nozawa
Piccolo ( ピッコロ  Pikkoro?)
 Seiyū: Toshio Furukawa
Bulma (ブルマ  Buruma?)
 Seiyū: Hiromi Tsuru
Krilin (クリリン  Kuririn?)
 Seiyū: Mayumi Tanaka
Gyūmaō (牛魔王  Gyūmaō?)
 Seiyū: Daisuke Gōri
Chichi (チチ Chichi?)
 Seiyū: Mayumi Shō
Kame Sen'nin (亀仙人 Kame Sennin?)
 Seiyū: Kouhei Miyauchi
Kamisama (神様 Kami-sama?)
 Seiyū: Takeshi Aono
Shenlong (神龍 Shen Long?)
 Seiyū: Kenji Utsumi
Garlick Jr. (ガーリック・ジュニア  Gārikku Junia?)
 Seiyū: Akira Kamiya

## Personajes exclusivos de la película
Ginger (ジンジャー Jinjā?)
 Seiyū: Kōji Totani (†).
Doblador: Alejandro Albaceta (España), Enrique Mederos (†) (México)
Ginger es uno de los tres guerreros de Garlick Jr, es un demonio pequeño y verde con ojos rojos que puede sacar una espadas de sus brazos para pelear. Muere junto con Nikkey por un Kame Hame Ha de Son Gokū. Su nombre proviene del inglés Ginger (ジンジャー Jinjā?, jengibre).
Nikkey (ニッキー Nikkī?)
 Seiyū: Shigeru Chiba
Doblador: Antonio Inchausti (España), César Terranova (México)
Nikkey es uno de los tres guerreros de Garlick Jr, es un demonio azul de cabello blanco que puede sacar una espada de sus piernas para pelear. Muere junto con Ginger por un Kame Hame Ha de Son Gokū. Su nombre proviene del japonés Nikki (ニッキ?  canela).
Sanchoサンショ (Sancho?)
 Seiyū: Yukitoshi Hori
Doblador: Vicente Martínes Barquín (España), Eduardo Borja (†) (México)
Sancho es uno de los tres guerreros de Garlick Jr, es el más grande de los tres. Es matado por Piccolo como venganza por atacarle al inicio de la película. Su nombre proviene del japonés Sanchō (山椒?  Pimienta de Sichuan).

## Reparto
| Personaje   | Actor de voz (Japón) | Doblaje (Hispanoamérica) | Doblaje (España)         |
| ----------- | -------------------- | ------------------------ | ------------------------ |
| Son Goku    | Masako Nozawa        | Mario Castañeda          | José Antonio Gavira      |
| Son Gohan   | Masako Nozawa        | Laura Torres             | Ana Cremades             |
| Piccolo     | Toshio Furukawa      | Carlos Segundo           | Antonio Ichausti         |
| Kami-sama   | Takeshi Aono         | Carlos Segundo           | Jorge Tomé               |
| Krilin      | Mayumi Tanaka        | Eduardo Garza            | Ángeles Neira            |
| Chichi      | Mayumi Shō           | Patricia Acevedo         | Julia Olivia             |
| Gyūmaō      | Daisuke Gōri         | Mario Sauret             | Pedro Casablanc          |
| Kame Sennin | Kōhei Miyauchi       | Jesús Colin              | Mariano Peña             |
| Bulma       | Hiromi Tsuru         | Rocío Garcel             | Nonia de la Gala         |
| Garlick Jr. | Akira Kamiya         | Salvador Delgado         | Antonio Villar           |
| Ginger      | Kōji Totani          | José Arenas              | Alejandro Albaiceta      |
| Nikkey      | Shigeru Chiba        | César Soto               | Antonio Inchausti        |
| Sansho      | Yukitoshi Hori       | Eduardo Borja            | Vicente Martínez Barquín |
| Shen Long   | Kenji Utsumi         | Abel Rocha               | Jorge Tomé               |
| Narrador    | Joji Yanami          | José Lavat               | Jorge Tomé               |

## Música
Tema de Apertura (opening)
- "Cha-La Head-Cha-La" por Hironobu Kageyama

Canción intermedia
- "Tenka-ichi Gohan" (天下一ゴハン?) por Masako Nozawa (Seiyū de Son Gohan)

Tema de cierre (ending)
- "Detekoi Tobikiri ZENKAI Power!" (でてこいとびきりZENKAIパワー!?) por MANNA